# Ultimate Body Blows
Ultimate Body Blows è un picchiaduro a incontri uscito nel 1994 per computer Amiga e MS-DOS e per Amiga CD32 dal Team17. Unisce le caratteristiche dei precedenti giochi Body Blows e Body Blows Galactic, per un totale di 22 personaggi, più miglioramenti vari in tutti gli aspetti.